# Elroy (Wisconsin)
Elroy és una població dels Estats Units a l'estat de Wisconsin. Segons el cens del 2000 tenia 1.578 habitants.

## Demografia
Segons el cens del 2000, Elroy tenia 1.578 habitants, 632 habitatges, i 396 famílies. La densitat de població era de 317,3 habitants per km².
Dels 632 habitatges en un 31,5% hi vivien nens de menys de 18 anys, en un 48,7% hi vivien parelles casades, en un 9,5% dones solteres, i en un 37,3% no eren unitats familiars. En el 32% dels habitatges hi vivien persones soles el 15% de les quals corresponia a persones de 65 anys o més que vivien soles. El nombre mitjà de persones vivint en cada habitatge era de 2,36 i el nombre mitjà de persones que vivien en cada família era de 2,97.
Per edats la població es repartia de la següent manera: un 26% tenia menys de 18 anys, un 7,7% entre 18 i 24, un 26,7% entre 25 i 44, un 19,4% de 45 a 60 i un 20,2% 65 anys o més.
L'edat mediana era de 39 anys. Per cada 100 dones de 18 o més anys hi havia 88,1 homes.
La renda mediana per habitatge era de 31.859 $ i la renda mediana per família de 42.452 $. Els homes tenien una renda mediana de 31.699 $ mentre que les dones 24.250 $. La renda per capita de la població era de 15.529 $. Aproximadament el 9,9% de les famílies i el 14,2% de la població estaven per davall del llindar de pobresa.

## Poblacions més properes
El següent diagrama mostra les poblacions més properes.